# Leopoldsorde (Oostenrijk)

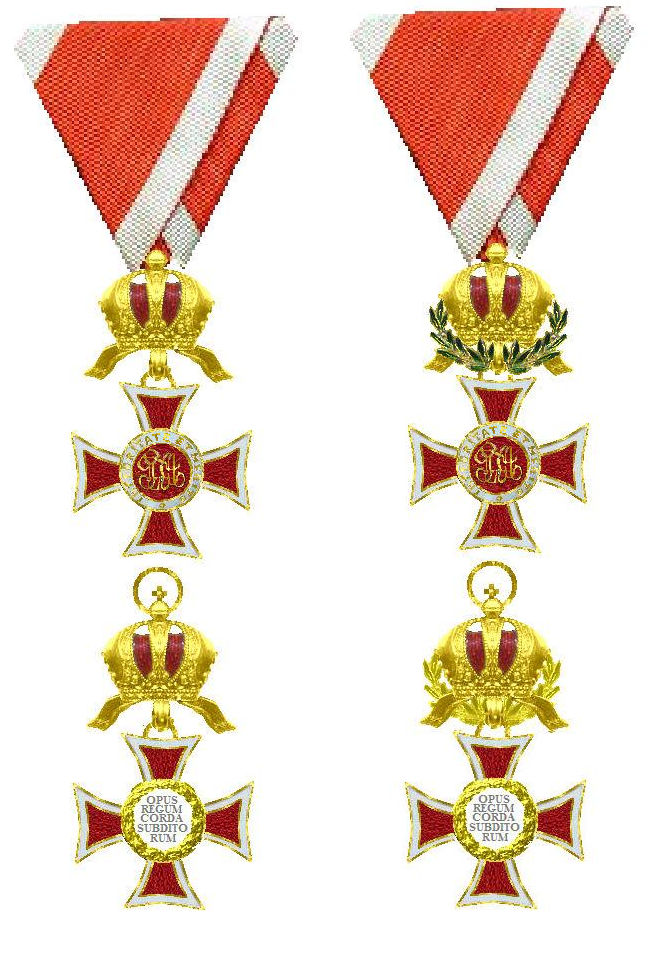
Kruisen, voor- en keerzijde met en zonder de oorlogsdecoratie

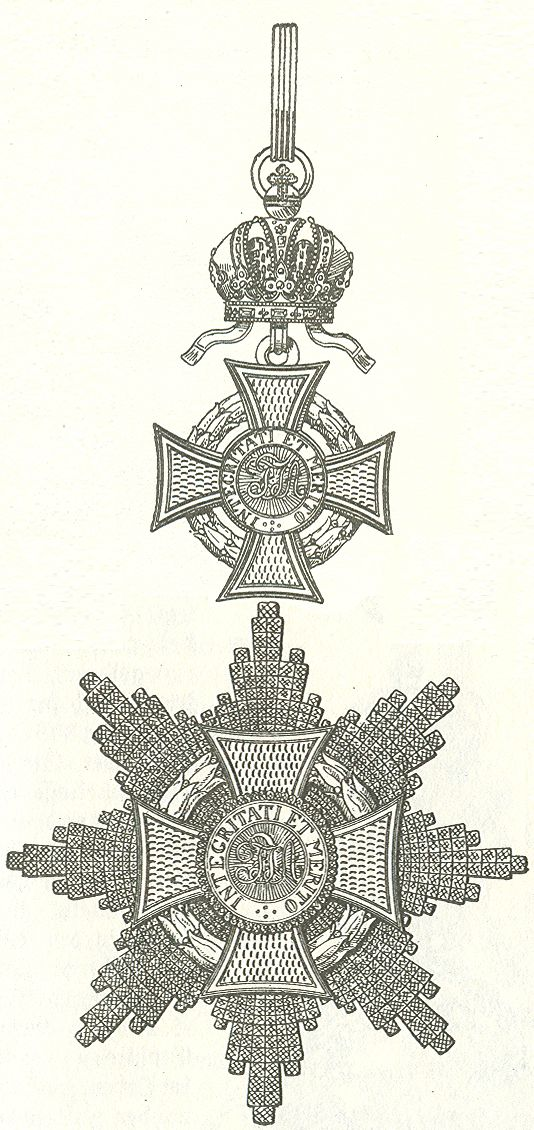
Kruis en ster met Oorlogsdecoratie van een lagere graad.

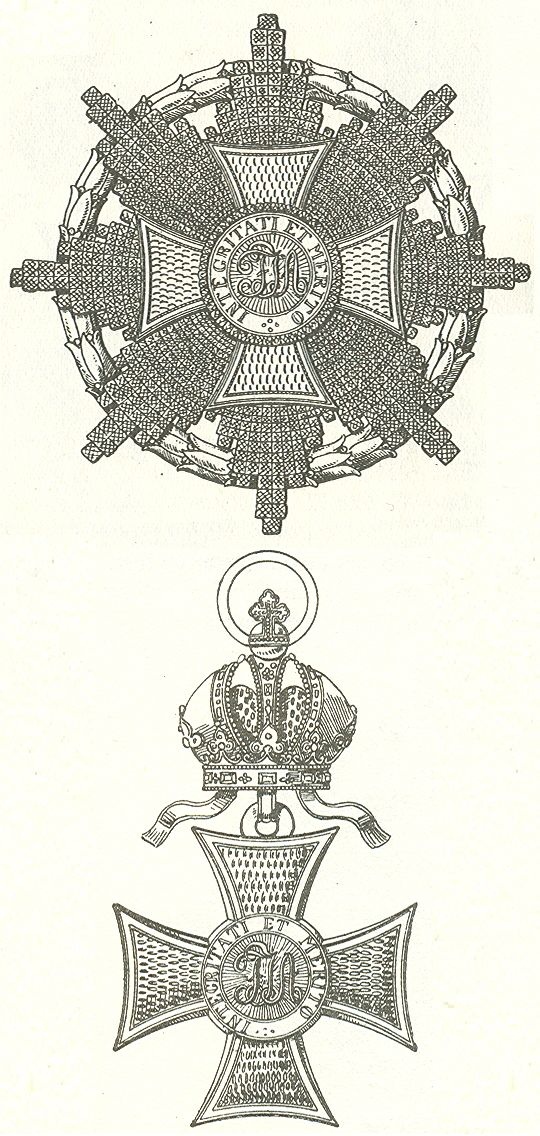
Ster met Oorlogsdecoratie en civiel grootkruis

De Leopoldsorde (Duits: Leopoldsorden) was een Oostenrijkse Orde die door keizer Frans I van Oostenrijk op 8 januari 1808 werd ingesteld en na de val van de Oostenrijkse monarchie in 1918 werd afgeschaft.
De keizer van Oostenrijk was grootmeester van deze Orde die voor bijzonder verdienste , zij het als burger of als militair, voor de keizer en het vaderland werd verleend. Ook wetenschappelijke verdienste en grote ondernemingen van algemeen nut werden met deze onderscheiding beloond.
Wanneer de Leopoldsorde voor verdienste "vor dem Feinde" (Duits: "aan het front" of "oog in oog met de vijand") werd toegekend dan werd zij na 12 januari 1860 voorzien van een grote lichtgroen geëmailleerde lauwerkrans die om het kruis en bij de grootkruisen in goud op of rond de ster werd aangebracht. De Orde volgde in rang op de Hongaarse Orde van de Heilige Stephanus maar had voorrang op de Orde van de IJzeren Kroon.
Het kruis van een ridder in de Leopoldsorde werd aan het voor Oostenrijk kenmerkende driehoekig lint gedragen.

## De graden van de Leopoldsorde
De Orde had drie klassen en het lint was scharlakenrood met witte biezen.
- Grootkruis - De grootkruisen droegen een grote ster[1] van de Orde op de linkerborst en een kruis aan een wit-rood-wit grootlint van 5 vingers breed[2] over de linkerschouder. Aan deze onderscheiding was ook een keten verbonden.
- Eerste Klasse - Deze rang werd in 1901 ingesteld. De Ie Klasse droeg een iets kleinere ster[3] en een vier vingers breed lint[4] dat rood was met twee witte verticale strepen.
- Commandeur - De commandeurs droegen een kruis aan een lint van twee vingers breed om de hals.
- Ridder - De ridders droegen een kruis van de orde aan een driehoekig lint op de linkerborst.

Door de aanvulling van de orde met een oorlogsdecoratie in 1860 en zwaarden in 1916 ontstonden er meer verschillen in rang dan Frans II ten tijde van de instelling van de Leopoldsorde had beoogd. De Oostenrijkse militairen maakten in de nomenclatuur van de rangen streng onderscheid tussen de militairen die de Leopoldsorde in een hoge rang met Oorlogsdecoratie hadden ontvangen en diegenen die de Oorlogsdecoratie in een lagere rang hadden ontvangen en later, voor verdienste in vredestijd, binnen de orde waren bevorderd. De onderstaande lijst maakt geen onderscheid in decoraties met of zonder briljanten.
- Ridder
- Ridder met de Oorlogsdecoratie
- Ridder met de Oorlogsdecoratie en de Zwaarden

-
- Commandeur
- Commandeur met de Lagere Oorlogsdecoratie
- Commandeur met de Lagere Oorlogsdecoratie en de Zwaarden
- Commandeur met de Oorlogsdecoratie
- Commandeur met de Oorlogsdecoratie en de Zwaarden

-
- IIe Klasse
- IIe Klasse met de Lagere Oorlogsdecoratie
- IIe Klasse met de Lagere Oorlogsdecoratie en de Zwaarden
- IIe Klasse met de Oorlogsdecoratie
- IIe Klasse met de Oorlogsdecoratie en de Zwaarden

-
- Grootkruis
- Grootkruis met de Lagere Oorlogsdecoratie
- Grootkruis met de Lagere Oorlogsdecoratie en de Zwaarden
- Grootkruis met de Oorlogsdecoratie
- Grootkruis met de Oorlogsdecoratie en de Zwaarden

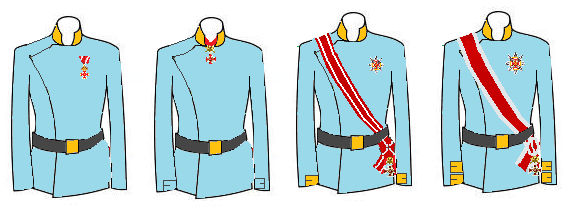
De vier graden uit 1901 op uniform

De lagere oorlogsdecoratie werd "niedere Kriegsdekoration" genoemd.
Deze toegenomen reeks van de graden en onderverdeling van de graden leidde tot een groot aantal verschillende uitvoeringen van kruisen en sterren. De particuliere opdrachten aan buitenlandse juweliers en de verschillende juweliers die in Wenen aan de kanselarij van de Leopoldsorde leverden zorgen voor een nog grotere variatie. Er werden ook sterren omgebouwd, dat gebeurde met name in de Eerste Wereldoorlog toen edelmetaal schaars werd.
Na de Eerste Wereldoorlog zijn er dragers van de Leopoldsorde geweest die hun oude ster alsnog aanpasten aan een benoeming die op papier wel was geschied maar waarvan de ster door de chaotische toestanden in het Wenen van vlak na de val van de keizer niet door de kanselarij van de Leopoldsorde kon worden geleverd. Deze sterren zijn soms geïmproviseerde combinaties van oude sterren en op de ster aangebrachte zwaarden.

## De versierselen van de Leopoldsorde
Zoals in Oostenrijk gebruikelijk kreeg ook de Leopoldsorde zeer kostbare gouden versierselen. De schakels van de keten van de grootkruisen werden in de loop van de 19e eeuw iets lichter. Pas in de loop van de Eerste Wereldoorlog ging met noodgedwongen over op kruisen en kronen van verguld brons in plaats van massief goud. Op de sterren werd nu een bronzen kruis gelegd maar ook toen bleef de ster van zilver. De bronzen kruisen zijn herkenbaar aan een keur in de vorm van een kleine ster. Er zijn geen ketens met bronzen schakels beken.

### Het kruis of kleinood van de Leopoldsorde
Het kleinood of kruis van de Orde was een donkerrood kruis met een witte rand en gouden bies. Het medaillon had een witte band waarop de Latijnse tekst "INTEGRITATI ET MERITO" (onkreukbaarheid en verdienste) in gouden letters was aangebracht. In het medaillon stond het monogram "FIA" (Fransiscus Imperator Austriae). Op de keerzijde stond in het medaillon "OPES REGUM CORDA SUB DITORUM" (het hart van de onderdanen is het werktuig van de vorst). Boven de kroon was gedurende de latere 19e eeuw en ook in de vroege 20e eeuw als verhoging de met purper gevoerde gouden Rudolfinische Keizerskroon, de " huiskroon" van de Habsburgers, geplaatst.
Tot 1818 waren tussen de armen van het kruis drie lauwerbladeren aangebracht.
De kruisen van de drie rangen verschilden alleen in grote. Het grootkruis bevatte in 1808 goud ter waarde van 9 dukaten of 63 gulden en 240 Kreuzer en kostte inclusief emailleerwerk en arbeidsloon 159 Gulden en 32 Kreuzer. Het commandeurskruis en het ridderkruis moesten respectievelijk 131 en 106 Gulden kosten.
In 1860 werd de "oorlogsdecoratie" ingesteld. Onder de kroon werden twee gouden lauwertakken bevestigd. Wanneer een ridder met oorlogsdecoratie tot commandeur werd bevorderd kreeg deze een commandeurskruis met een groene lauwerkrans in de armen van het kruis.
De oudste kruisen droegen een geperste, vlakke, kroon als verhoging. De rode voering van de rudolfinische keizerskroon of "huiskroon" was niet geëmailleerd. In de loop van de 19e eeuw werd gebruikelijk om de kruisen van een plastisch vormgegeven kroon te voorzien. Daarin werd de rode voering wel geëmailleerd. Er bestaan bij de kleine kruisen overgangsmodellen zonder de onder de armen gelegde gouden lauwerkrans maar mèt de plastisch uitgevoerde deels geëmailleerde kroon.
Het commandeurskruis werd bij kruisen uit het begin van de 19e eeuw op het lint bevestigd. Het lint maakte onder de vlakke gouden kroon een lus waaraan het kruis met een brede ring was opgehangen. Latere commandeurskruisen tonen een gesp waar het lint door werd gehaald. Ring en kroon hangen onder deze gesp.
De kruisen van de Ie Klasse zijn in alle details gelijk aan die van een Grootkruis maar in grote gelijk aan het commandeurskruis. Men vindt ze ook met zwaarden, oorlogsdecoratie of lagere oorlogsdecoratie.
De verschillende juweliers hebben in de loop der jaren steeds naar de voorbeelden en modellen van de ordekanselarij gewerkt maar hun producten waren handarbeid en stukwerk en er zijn kleine verschillen in de uitvoering aan te wijzen. Omdat de kruisen van gestorven en bevorderde leden van de Leopoldsorde aan de kanselarij werden teruggestuurd en de kanselier deze na reiniging en reparatie weer in omloop bracht kan het voorkomen dat een kruis uit het midden van de 19e eeuw een veel oudere kroon als verhoging heeft gekregen. Onbruikbare stukken werden bij de Munt omgesmolten.

### De ster van de Leopoldsorde

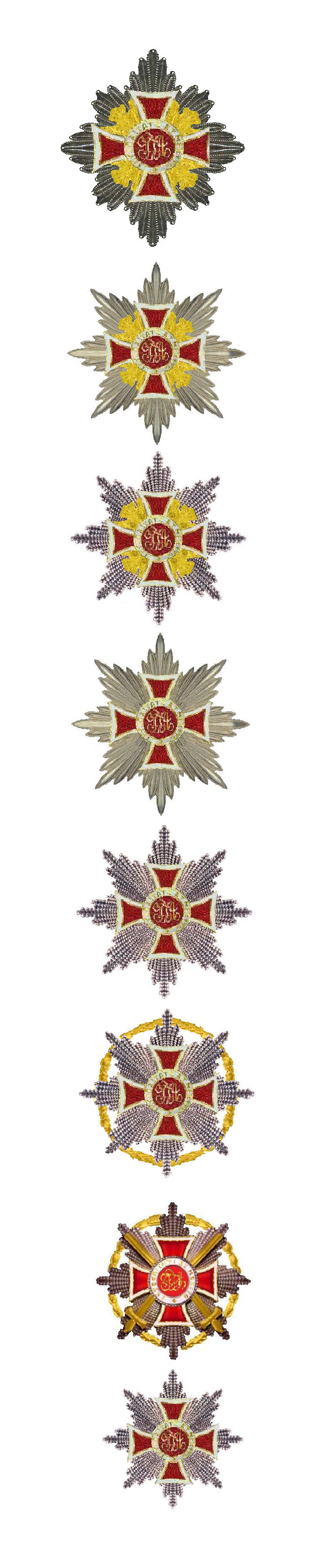
Geborduurde ster uit 1808,
metalen ster uit 1817,
vroege gebrillanteerde ster,
zilveren ster van voor 1872,
Gebrillanteerde ster van na 1872,
Ster met Oorlogsdecoratie van na 1860,
Ster Zwaarden en Oorlogsdecoratie 1917,
Ster van de Ie Klasse uit 1901

De ster van de Grootkruisen was een zilveren achtpuntige ster. Daarop was het kruis van de Orde, zonder de kroon, gelegd. In het begin van de 19e eeuw was de ster van de Leopoldsorde geborduurd van rode zijde, goud-en zilverdraad. Later in de eeuw werd de ster van gedeeltelijk verguld en geëmailleerd zilver vervaardigd.
De sterren van de Leopoldsorde volgden de mode. Deze veranderde in de loop van de 19e eeuw.
De eerste sterren uit 1808 waren bijna vierkant en opvallend groot, een bewaard gebleven exemplaar uit de periode van 1810 tot 1815 meet 105 bij 101 millimeter, en werden, wanneer men alleen deze ster droeg, op het hart gedragen. De sterren werden door gespecialiseerde hofborduurders geborduurd waarbij rode zijde, zilverdraad, gouddraad en pailletten werden gebruikten. De ondergrond was vilt of karton en aan de achterzijde werd de ster met patier afgeplakt. De ridders ontvingen bij de verlening een dergelijke ster maar de sterren werden snel vuil, ze verkleurden en versleten.
Een hoveling moest dan ook meerdere sterren laten borduren. De sterren werden met garen aan de jas of het uniform bevestigd. Daarvoor werden kleine oogjes aan de punten van de stralen bevestigd. Een dergelijke ster kon niet gemakkelijk van het ene kledingstuk op het andere worden overgebracht en een Grootkruis in de Leopoldsorde had daarom meerdere geborduurde sterren voor zijn verschillende jassen en uniformjasjes nodig.

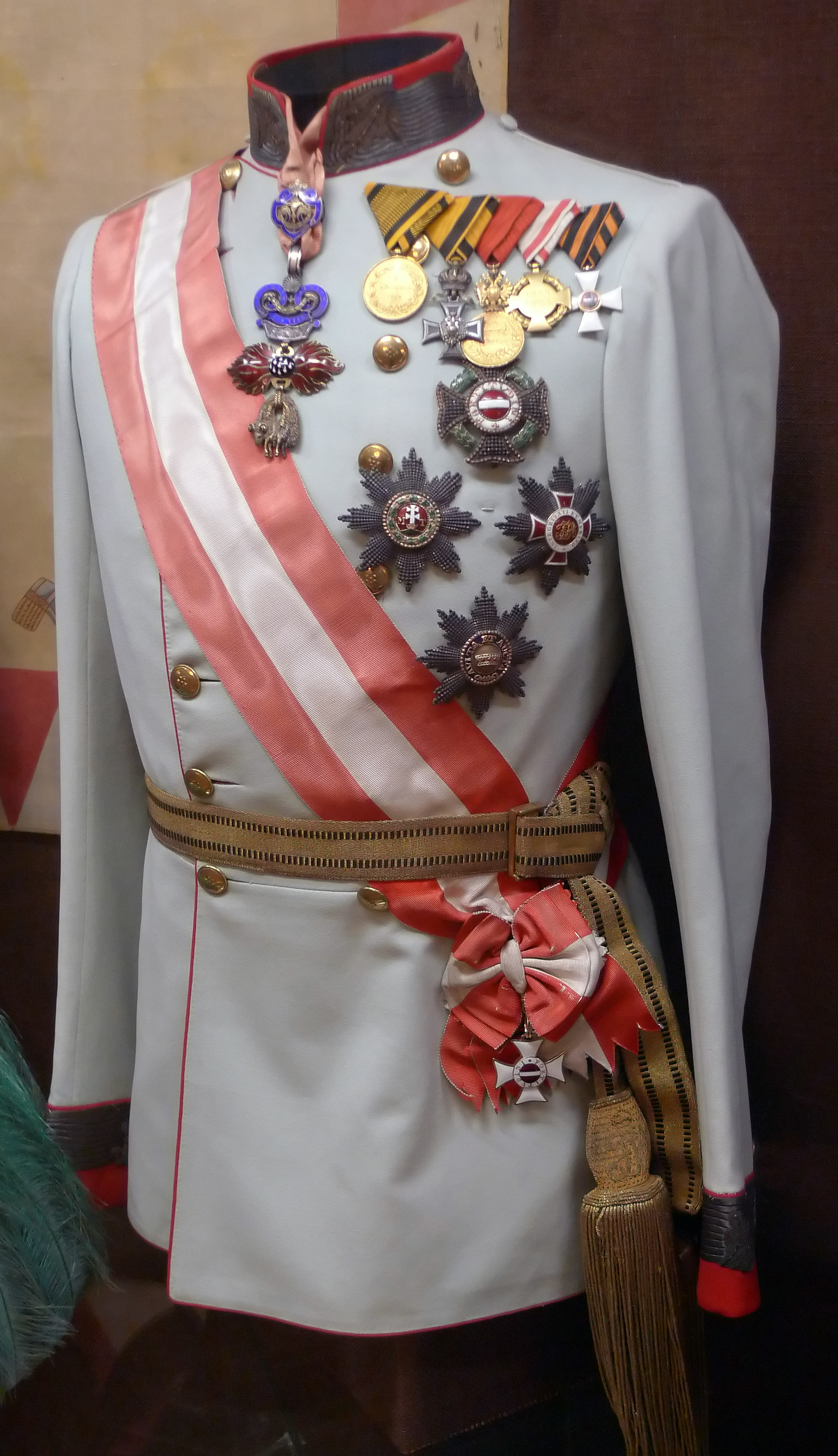
Uniform van Frans Jozef met gebrillanteerde ster van de Leopoldsorde op de derde plaats

De geborduurde ster werd in het revers, het document waarin iedere ridder moest vastleggen dat zijn decoraties bij bevordering of na zijn overlijden zouden worden teruggestuurd naar de kanselarij in Wenen genoemd. De kanselarij kreeg vaak vuile en versleten sterren terug die niet opnieuw konden worden uitgereikt. Oude sterren werden verbrand waarna het resterende goud en zilver dat van het goud- en zilverdraad overbleef naar de Munt werd gestuurd.
Naar Frans voorbeeld werden in de sterren uit de vroege 19e eeuw metalen onderdelen opgenomen. Bij de ster van de Leopoldsorde zijn de 12 eikenbladeren en de acht eikels tussen de armen gouden plaatjes en balletjes die op de stof werden vastgenaaid.
De eerste metalen sterren uit 1817 waren gelijk aan de geborduurde sterren. De 72 stralen van de zilveren ster waren gebrillanteerd wat inhield dat ze in kleine facetten waren verdeeld. Het opgelegde kruis was van goud en het deel van de kruisen dat rood geëmailleerd zou worden werd door de zilversmid met een machinege guilocheerd zodat het emaille een fraaie structuur kreeg. Op de witte ring stonden als onderbreking van het motto twee stippen en een ster.
In 1817 bepaalde Frans II dat de eikenbladeren en eikels tussen de armen van het kruis moesten worden weggelaten. Bij de kruisen was dat in 1815 al voorgeschreven.
Op 23 januari 1860 besloot Frans Jozef I van Oostenrijk dat de Leopoldsorde in het vervolg een oorlogsdecoratie zou dragen. De invoering van deze "Kriegssdekoration für Verdienste im Kampf mit dem Feind" had ook consequenties voor de vorm van de sterren.
Wanneer een lid van de Leopoldsorde eerst een ridder- of commandeurskruis met oorlogsdecoratie had ontvangen werd een latere ster bij een grootkruis versierd met gouden lauwerkrans tussen de armen van het op de ster gelegde kruis. Een grootkruis dat met oorlogsdecoratie werd verleend kreeg een groen geëmailleerde gouden, later gouden of verguld zilveren lauwerkrans waarop de ster zo werd gelegd dat de krans de acht punten van de ster verbond.
In de Eerste Wereldoorlog voelde keizer Frans I behoefte aan kruisen van de Leopoldsorde "met de Zwaarden" voor bewezen dapperheid aan het front.
De in 1871 voorgeschreven sterren onderscheidden zich van hun voorgangers doordat de 72 stralen van de zilveren ster niet langer glad en naald- of lancetvormig waren. De stralen werden nu in talloze facetten verdeeld alsof ze met briljanten waren bezet.
De oorlogsdecoratie, een lichtgroen geëmailleerde lauwerkrans werd daarbij in twee vormen verleend; een kleine groene krans in de armen van het kruis of een grote gouden, oorspronkelijk groen geëmailleerde, krans tussen de armen van de achtpuntige ster. Wanneer een drager van de oorlogsdecoratie het grootkruis kreeg toegekend werd de ster voorzien van groene lauwerkrans in de armen van het kruis.
De ster van de IIe Klasse was kleiner dan de sterren van de grootkruisen. Het model van deze kleine sterren was gelijk aan dat van de grotere sterren maar ze bestaan alleen in de latere versie met gladde lancetvormige stralen.
De grootkruisen de dragers van de IIe Klasse lieten kruisen voor eigen gebruikmaken. Juweliers in de grote Europese hoofdsteden konden desgewenst versierselen van de grote orden zoals de Leopoldsorde leveren en zij leverden modellen die iets van de Weense standaard afweken. Zo waren er al voor de statutenwijziging in 1871 sterren met gebrillanteerde stralen. De dragers wensten een eigen ster te bezitten wanneer de door de kanselarij in Wenen uitgereikte ster ooit weer moest worden teruggestuurd.

### Het diploma van de Leopoldsorde
De Leopoldsorde bezat een eigen zegel dat door de kanselier werd bewaard. Dit aan een koord bevestigde lakzegel werd bij de grootkruisen in een doosje aan het perkamenten, als boek met een met goud versierde leren omslag ingebonden, diploma van de orde bevestigd. Dit kostbare document leek op de door de keizer verstrekte adelsbrieven. De diploma's van de commandeurs en ridders waren eveneens van perkament maar deze werden niet ingebonden. Het zegel van de commandeurs werden met een koord aan het diploma bevestigd maar de ridders ontvingen een eenvoudiger geperst zegel.
Het diploma bleef na het overlijden van een lid van de Leopoldsorde in het bezit van de familie.

### Het lint van de Leopoldsorde
Het lint van de Leopoldsorde was rood met een smalle witte bies. Bij de grootkruisen was dat lint de in Europa gebruikelijke "vijf vingers" breed. Deze maat werd in Wenen op 101 millimeter gesteld. Het grootlint werd over de rechterschouder gedragen en eindigde op de linkerheup in een grote rozet of in een strik.
Het lint van de IIe Klasse was opzettelijk smaller gemaakt dan dat van de grootkruisen. Het was acht centimeter breed en werd in een afwijkende kleurstelling geweven. Frans Jozef koos een rood lint met twee witte verticale strepen. Dit grootlint werd over de rechterschouder gedragen en eindigde op de linkerheup in een rozet of in een strik.
Het lint van een commandeur werd om de hals gedragen. De mode schreef voor kostuums in de loop van de eeuw verschillende strikken en dassen voor, maar aan het einde van de Donaumonarchie droeg men de gesp meestal twee vingers onder de strik van een rokkostuum. Bij uniformen werd het commandeurslint zo gedragen dat het lint nauwelijks zichtbaar was.
Een ridder in de Leopoldsorde droeg zijn kleine kruis steeds op de linkerborst. Het kleine kruis van de Orde van de Heilige Stefanus en het Grote Signum Laudis hadden in de officieel vastgestelde Draagvolgorde van de Oostenrijkse onderscheidingen voorrang op de Leopoldsorde. In de eerste jaren na de ordestichting ziet men nog verschillende linten, later droeg men het kleine kruis steeds aan het typisch Oostenrijks-Hongaarse driehoekig lint.

### Het kostuum van de Leopoldsorde
De Orde had, zoals in de 18e eeuw gebruikelijk was geweest, rijke ordekleding. In Oostenrijk en Hongarije werden deze mantels eenmaal per jaar gedragen op de feestdag van de orde. Dat was de eerste zondag na Driekoningen.Ook op de grote jaarlijkse processie ter gelegenheid van Maria Hemelvaart verschenen de ridders van de Orde van het Gulden Vlies en de drie Oostenrijks-Hongaarse orden in hun mantels en ordekleding. Voor alle drie de graden was een door Kamerkupferstecher Joseph Fischer ontworpen kostuum voorzien dat het model van de ordekleding van de in 1818 vernieuwde Orde van de IJzeren Kroon volgde. Een deel van de feestelijke kleding was voor alle drie de graden gelijk; een met eikentakken geborduurde rode zijden jas met opstaande kraag, met goudgeborduurde rode broek en kousen, rode schoenen met gouden rozetten, een rode hoed met goudgalon en witte veren en een mantel. Daarbij hoorden dan witte batisten onderkleding en das en met gouden kransen geborduurde witte handschoenen. Aan de zijde werd aan een witzijden riem met gouden franje een verguld koperen sabel in een rode schede met gouden ornamenten gedragen. Baret en schoenen waren van rode zijde of werden met rode zijde bekleed.
Het belangrijkste onderscheid tussen de voor de drie oorspronkelijk voorgeschreven graden was de grote en vorm van de mantel. De mantels werden met de kostbare witte wintervacht van de hermelijn afgezet. Voor een Grootkruis werd voor 250 gulden aan hermelijn gebruikt, een commandeur zag voor 200 gulden aan hermelijn in zijn mantel verwerkt en een ridder in de Leopoldsorde moest het met een smalle rand van hermelijn ter waarde van 100 gulden doen.
In het midden van de 19e eeuw geraakte deze orde-kleding, net als die van de andere Oostenrijkse orden in onbruik. Alleen keizer Frans Jozef I liet zich nog met de mantel van het Gulden Vlies portretteren. Men bleef de mantels wel zorgvuldig bewaren in de voormalige Trabantenstube van de Hofburg. Ze werden eenmaal per jaar gelucht en goed geconserveerd. Na de val van de monarchie werden de mantels in het Monturendepot van de Hofburg opgenomen.
De grootkruisen droegen een grote radvormige mantel met een lange sleep. Zij droegen op de linkerschouder een "chaton", een grote met zilverdraad, gouddraad, rode zijde en pailletten geborduurde ster. De grootkruisen droegen de keten van de orde boven de hermelijnen kraag zonder dat deze met linten op de schouder was vastgezet.
Toen op 28 februari 1901 een IIe Klasse aan de Leopoldsorde werd toegevoegd werden de mantels en de ordekleding al sinds een halve eeuw niet meer gebruikt. De statuten werden dan ook niet met bepalingen over een specifieke ordekleding voor deze leden van de Leopoldsorde uitgebreid.
De commandeurs droegen een iets kleinere mantel die tot de bovenbenen reikte en een halve sleep had. Hier ontbrak de chaton.
De Kleine Kruisen of ridders droegen een mantel die zonder sleep alleen over de linkerschouder hing en de rechterschouder vrijliet. Deze halve mantel werd met twee gouden koorden op zijn plaats gehouden.
Voor de grootmeester van de Leopoldsorde was geen bijzondere mantel of onderkleding voorgeschreven.
Toen de mantels rond 1850 uit de mode waren geraakt, ze zijn nooit officieel uit de statuten geschrapt, gingen de leden van de Leopoldsorde bij de plechtigheden op Driekoningen en bij de processie hun ambtskostuum dragen. Zij waren vaak al Geheimrat of drager van een ander ambt waaraan zo'n uniform was verbonden. Voor degenen die geen uniform bezaten werd een eenvoudig hofuniform ontworpen.
De officieren van de orde droegen een insigne aan een rood lint om de hals. De Leopoldsorde bezat een ordeprelaat, een kanselier, een Griffier, een ordeschatmeester, een heraut en wapenkoning en een kanselarijambtenaar. Het insigne was van 1808 tot 1 december 1862 een ronde medaille met een afbeelding van het kruis van de Leopoldsorde en als rondschrift het motto"". Als verhoging van dit insigne werd een keizerskroon aangebracht, daar werd het lint van de orde doorheen gehaald.
In 1862 kregen de officieren een nieuw versiersel in de vorm van een ridderkruis dat was gevat in een wit geëmailleerde gouden schriftrol. Deze schriftrol boog zic als een gotisch versiersel rond de armen van het kruis. Op de bovenste helft stond "AM 8. JÄN." en daaronder stond het jaartal "MDCCCVIII".

### De keten van de Leopoldsorde

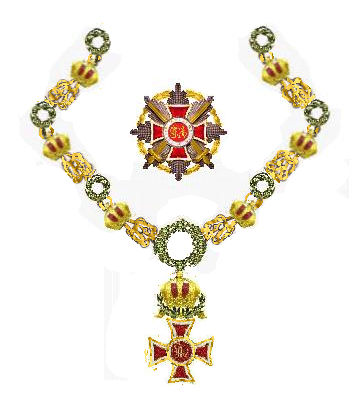
Keten met ster van de oorlogsklasse met de Zwaarden

De zware gouden keten van de Leopoldsorde bestond uit grote gouden schakels die met fijnere gouden kettingen met elkaar waren verbonden. In de tijd dat de orde werd ingesteld behoorde een dergelijke keten nog tot de gebruikelijke versierselen van een ridderorde al was daar in 1757 bij de Militaire Orde van Maria Theresia van afgezien.
De keten van de Leopoldsorde bevatte dertienmaal de initialen van de stichter en zijn vader; de letters ""F" en "I", twaalfmaal een kleine ronde groen geëmailleerde gouden eikenkrans, twaalf kronen en eindigde in een opengewerkte centrale schakel in de vorm van een grotere krans. Het grootkruis wordt aan deze centrale schakel op de borst gedragen.
In de 18e eeuw werd de monetaire waarde van de versierselen steeds vermeld. In Wenen berekende men hoeveel goud van het gehalte van de gangbare dukaten in ede versierselen was verwerkt en dit bedrag werd op de sluiting van de keten gegraveerd. De keten van de Leopoldsorde bevatte voor 101 dukaten goud. Dat was bijna zesmaal het jaarsalaris van de garderobier van de orde.
De keten werd alleen samen met de ordekleding gedragen. De eerste Grootkruisen van de Leopoldsorde ontvingen hun keten uit handen van de grootmeester.
De keten werd in de loop van de 19e eeuw lichter en dus minder kostbaar uitgevoerd. De aanduiding van het gewicht (steeds in dukaten) in de achterste ronde schakel werd in de loop der jaren minder belangrijk en gehalte en gewicht werden soms onnauwkeurig aangegeven. Er zijn ketens bekend die samengesteld werden uit onderdelen van oudere ketens en soms werd het gewicht van het grootkruis tegen de regels in meegeteld bij het wegen van de keten. Wanneer met het grootkruis in de Leopoldsorde met Oorlogsdecoratie, diamanten, lagere oorlogsdecoratie of zwaarden werd bevorderd vervingen de kanselier en later de verantwoordelijke Ubersthofmeister het grootkruis.
In de 19e eeuw werden vooral de onderscheiden vreemdelingen in hun woon- of verblijfplaatsen gedecoreerd. Dat was de taak van de Oostenrijkse diplomaten. Het Ministerie van Buitenlandse Zaken in Wenen zorgde er ook voor dat de onderscheidingstekens en statuten weer naar Wenen werden teruggestuurd.
In de heraldiek werd de keten om het wapenschild van de Grootkruisen gehangen. Men vindt de keten samen met de keten van de Orde van het Gulden Vlies en het aan een lint hangende kruis van de Militaire Orde van Maria Theresia ook als pronkstuk in het grote wapen van de Habsburgse heersers. De IIe Klasse, de commandeurs en Kleine Kruisen voerden het kruis hangend aan een lint in hun wapen.
Bij informele gelegenheden werden in de 19e eeuw ook miniatuurketens gedragen. Dergelijke ketens werden op het vest of vanuit een knoopsgat op het revers gedragen. Bij de Leopoldsorde was er niet in een officieel vastgestelde model van dit miniatuurketen voorzien, bij de Frans Jozef-Orde was het wel het geval. Aan de miniatuurketen werden een of meerdere miniaturen van kruisen, sterren en medailles gedragen.
De vorm van de keten veranderde tijdens de 110 jaren dat de Leopoldsorde bestond niet wezenlijk. Alleen de oorspronkelijk kleine centrale schakel in de vorm van een krans werd na verloop van jaren vervangen door een grote krans met een diameter van 38 millimeter.
De miniatuurketen werd door de leden van de Leopoldsorde voor eigen rekening bij een juwelier besteld. Deze keten viel dan ook niet onder de anders zo streng gehandhaafde teruggaveplicht.

## De privileges van de Leopoldsorde
De leden van de orde bezaten privileges; in de eerste plaats hadden zij het recht om hun versierselen te dragen. Daarvan werd in de loop van de 19e eeuw steeds minder gebruikgemaakt maar tot het midden van de eeuw droeg men het kruis of de ster altijd op zijn kostuum. Totdat keizer Frans Jozef I dit privilege in 1861 ophief werd bezat iedere ridder het recht om wanneer hij dat wenste als erfelijk ridder in de adelstand opgenomen te worden. Een Commandeur werd zodra hij daarom vroeg tot erfelijk Freiherr oftewel Baron verheven en een Grootkruis werd door zijn onderscheiding ook "Geheimrat".
Op Driekoningen mochten de leden van de Leopoldsorde voorafgegaan door hun heraut in processie de hofkerk binnentreden. Een ridder in de Leopoldsorde mocht op Driekoningen het Geheime Raadskabinet van de keizer en koning betreden. Een grootkruis of ommandeur mocht dat op grond van zijn hoge rang gedurende het gehele jaar.
Omdat de versierselen erg kostbaar waren en na de dood van de drager door zijn familie moesten worden geretourneerd was het de leden toegestaan om op eigen kosten tweede kruisen te laten maken. Vaak zijn deze van verguld zilver. Dergelijke kruisen zijn sterker en goedkoper. Uiteraard mocht de familie deze kruisen houden. Omdat de gouden versierselen aan de kanselarij terug werden gestuurd en vaak werden omgesmolten zijn veel van de in de antiekhandel aangeboden versierselen van de Leopoldsorde dergelijke voor eigen rekening vervaardigde verguld zilveren kruisen.
Het was de grootkruisen van de Leopoldsorde uitdrukkelijk verboden om hun ster of kruis met diamanten te versieren. Alleen de keizer had het recht om de Leopoldsorde "met briljanten" toe te kennen. In de 110 jaar dat de orde bestond werden 58 sterren en grootkruisen met briljanten uitgereikt. Omdat de waarde van de edelstenen het karakter van een bijzondere premie of beloning had mochten de nabestaanden van de ontvanger deze versierselen houden. Vaak werden dergelijke edelstenen meteen bij de juwelier weer te gelde gemaakt en vervangen door strass.

## Geschiedenis van de Leopoldsorde
Oostenrijk had in 1808 geen moderne Orde van Verdienste. De Orde van het Gulden Vlies was alleen voor de hoge katholieke adel, de Orde van Maria Theresia was voor dapperheid en de Orde van de Heilige Stephanus was officieel voor Hongarije gereserveerd en had een beperkt aantal ridders. In het tijdperk van de revolutie-oorlogen en Napoleontische oorlogen waren er veel diplomatieke missies en er werden veel verdragen gesloten. Het was gebruikelijk om bij dergelijke gelegenheden onderscheidingen uit te reiken. Toch moest de Orde van de Heilige Stephanus exclusief worden gehouden. Daarom werd ter gelegenheid van de verloving van de keizer met zijn latere derde echtgenote Maria Louise van Oostenrijk-Este een nieuwe Orde ingesteld.
Na "Rudolfsorden" en "Franzensorden" overwogen te hebben koos de keizer voor zijn overleden vader, Leopold II, als naamgever van de nieuwe Orde.

De naam van de orde verwijst niet naar de heilig verklaarde voorvader van Frans I, De Heilige Leopold uit het Huis Babenberg. Deze vorst had het bezit van de familie sterk vergroot terwijl Leopold II onder Franse druk veel gebieden had verloren. In eerste instantie was wel gedacht aan het afbeelden van de Heilige Leopold en zijn monogram op de versierselen van de orde. Daarvan werd bij nader inzien afgezien.

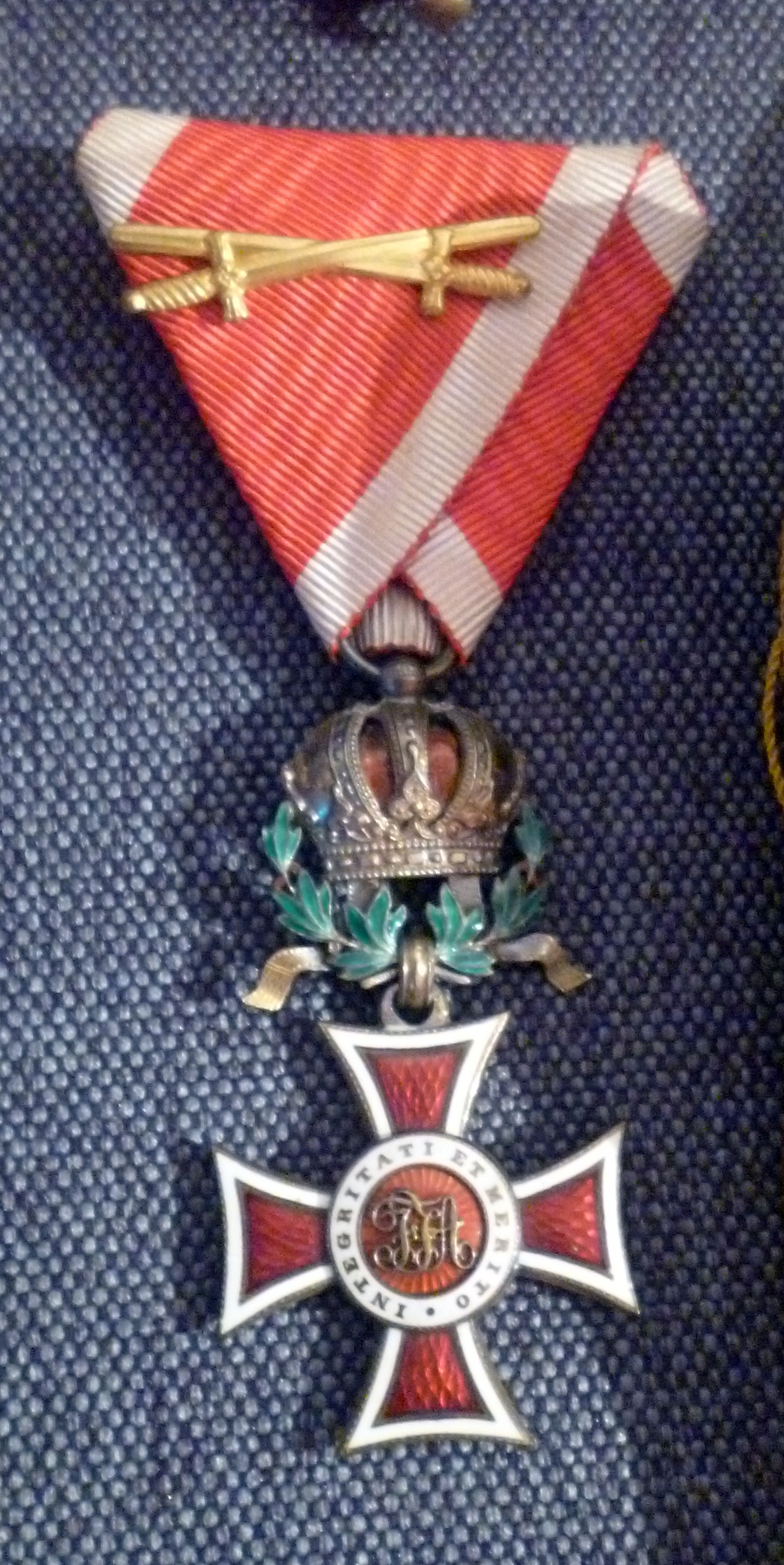
Österreichisch-Kaiserlicher Leopold-Orden

In het door de Poolse delingen aan Oostenrijk toegevallen Galicië droegen tal van edelen Russische ordetekens. Vaak zal het om de veel uitgereikte Orde van Sint-Anna of de iets exclusievere Orde van Sint-Vladimir zijn gegaan. Nu zij onderdanen van de Oostenrijkse heerser waren geworden, werd het dragen van ridderkruisen die hun trouw aan de Tsaar tot uitdrukking brachten niet meer passend gevonden. Volgens een door G.E.Schmidt genoemde maar niet in de contemporaine bronnen vastgelegde overlevering was dit de aanleiding om een "voor hen bereikbare orde" in te stellen. Voor het Gulden Vlies kwamen maar weinigen in aanmerking en de Orde van de Heilige Stephanus was te exclusief en te zeer Hongaars van karakter.
In de eerste statuten van de Leopoldsorde werd, zoals in het orderecht bij oude ridderorden gebruikelijk, verordonneerd dat de leden geen andere (lees vreemde) ridderorden mochten aannemen. Dit gebod betekende in theorie dat de Poolse edelen hun Russische kruisen na ontvangst van de Leopoldsorde moesten terugzenden naar de tsaar. In werkelijkheid is deze bepaling die ook in 1808 al een maatschappelijk en politiek anachronisme was niet nagevolgd. Dit zogenaamde "Unvereinbarkeits-Vorbehalt" werd al snel weer uit de statuten geschrapt.
Op 29 januari 1806 liet Frans I na een ontvangst van de Burgemeester en vrijwilligers uit Graz aan zijn kabinetskanselarij weten dat hij "al enige tijd had overwogen een ridderorde in te stellen die ook buiten de kleine kring van de landsvorstelijke burgerlijke en militaire regeringsorganen kon worden uitgereikt". De tegenwoordige epoche met zijn vele blijken van patriottisme en trouw zou een gunstig moment zijn om een dergelijk voornemen te realiseren. De kanselarij kreeg opdracht om alles in orde te maken om een "Franzens-Orden" in te stellen.
Oostenrijk volgde nu het voorbeeld van de op het gebied van orden meer vooruitstrevende Europese staten. Daar konden verdienstelijke onderdanen worden onderscheiden met het Franse Legioen van Eer, de Pruisische Orde van de Rode Adelaar en de Beierse Orde van de Heilige Michaël. De Franse, Pruisische, Beierse en Russische vorsten konden hun kruisen naar believen uitreiken, de Oostenrijkse heerser was gebonden aan het maximaal toegelaten aantal ridders in zijn Orde van de Heilige Stefanus. De Genademedailles werden door de ontvangers niet als iets gezien dat gelijkwaardig was aan een ridderkruis.
De Oostenrijkse bureaucraten waren vermaard om hun traagheid en conservatisme. Pas op 31 december 1807 schreef Johann Philipp Karl Joseph Graf von Stadion-Warthausen (1763 - 1824) in een advies dat "de naam van de orde van tamelijk ondergeschikt belang was" maar dat hij had begrepen dat er al eerder een voornemen om een Leopoldsorde in te stellen bekend was gemaakt. Graaf Stadion liet verder weten dat hij bij de Leopold in de naam van de nieuwe orde niet aan de heilige Leopold had gedacht. Graaf Stadion ging daarbij voorbij aan in de kanselarij gemaakte plannen voor een ordeketen met de initialen "LIII" en een ontwerp voor een kleinood met een portret van de Heilige Leopold. In het advies wees Graaf Stadion ook de mogelijke naam "Rudolfsorde" af. De laatste regerende Habsburger van die naam had zijn gebieden uitgebreid waar Leopold II en Frans I grote gebieden had moeten afstaan.
Zo viel de keus onverwacht op de kort regerende Leopold II als naamgever van de nieuwe orde. Diens regeringsmotto "Opus Regum Corda Subditorum" zou de achterzijde van de kruisen sieren. De motto's "Meritis et Moribus Probatis", Bürgertugend und Deutscher Sitten Lohn" en "Thue Recht" werden afgewezen. Op de voorzijde zou het verstrengelde monogram van de stichter komen te staan. Voor de ring op de voorzijde koos men uiteindelijk, wederom op voorstel van Graaf Stadion, "Intergritati er Merito".
Uiteindelijk was het ook Graaf Stadion die de orde zijn definitieve gestalte gaf door op het door vorst Trautmanssdorff voorgestelde rode kruis de vier armen van een witte bies te voorzien. Zo kreeg het kruis de nationale kleuren van Oostenrijk, rood en wit.
De eerste benoemingen golden eind 1808 de administratie van de nieuwe orde.
- Graaf Hohenwarth, Vorstbisschop van Wenen, werd de eerste Ordeprelaat
- Staatsraad Grohmann werd de eerste Ordekanselier
- Hofrat Vinzenz v. Pittrich werd de eerste griffier
- Staatsrat-Expeditor Hofsekretär Müller werd de eerste heraut. De heraut droeg als teken van zijn ambt een drie voet lange met rode zijde en gouden eikenbladeren geborduurde staf met bovenaan een gouden afbeelding van de "huiskroon "van de Habsburgers, de Rudolfinische keizerskroon.

De keizer benoemde gelijktijdig ook de eerste elf grootkruisen in de Leopoldsorde. Het ging om elf edellieden waaronder twee aartshertogen en drie vorst-bisschoppen. Alleen van de jubilerende gouverneur van Triëst, graaf Pompeius Brigido kan duidelijk worden gesteld dat de benoeming in de Leopoldsorde een beloning voor verdienste was.
De eerste verlening van de Leopoldsorde vond op 7 januari 1809 plaats. Op het laatste moment waren nog twee grootkruisen en 6 commandeurs benoemd. De keizer benoemde 21 ridders waarvan zes nog niet tot de adelstand behoorden. Het instellen van de nieuwe orde heeft de Oostenrijkse keizer de vorstelijke som van 220 000 gulden gekost.
De Orde werd aan een aantal Franse maarschalken en ministers waaronder Joseph Fouché, hertog van Ottranto verleend.

Aan de Orde was adeldom of een hoge rang in het protocol verbonden; de Grootkruisen waren " Keizerlijke Geheime Raadsheren" zodat zij voorrechten genoten binnen het strenge " Spaanse" protocol van het Weense hof. De commandeurs kregen tot 18 juli 1884 zo zij daarom vroegen de titel van "Freiherr" (baron). Ridders werden tot die datum desgevraagd tot erfelijk ridder benoemd.

## a
Al in 1807 werden voor het eerst literaire verdiensten beloond met opname in de Leopoldsorde. Dergelijke benoemingen bleven desondanks zeldzaam. Van de gedecoreerde schrijvers kan de toneelschrijver en dichter Grillparzer worden genoemd, tot aan het instellen van het Keizerlijk-Koninklijk Oostenrijks-Hongaars Ereteken voor Kunst en Wetenschap in 1885 werden kunstenaars meestal met een (al dan niet draagbare) Genademedaille of de in 1849 ingestelde Frans Jozef-orde benoemd.
De Leopoldsorde is altijd een exclusieve onderscheiding gebleven, vergelijkbaar met de Orde van de Nederlandse Leeuw.. De dragers kwamen uit de kring van de leidende bestuurders en ambtenaren, hogere geestelijken, diplomaten en militairen. Voor minder aanzienlijke onderdanen van de keizer en Koning was er de Frans Jozef-Orde of de exclusievere Orde van de IJzeren Kroon.
De instelling van de Ie Klasse was de Oostenrijkse reactie op een diplomatiek probleem. Frans-Jozef I had tot 1851 als koning van het in Noord-Italië gelegen Lombardo-Venetiaans Koninkrijk, de oude IJzeren Kroon van Italië gedragen. Aan die kroon was de ook in de andere kroonlanden veel toegekende Orde van de IJzeren Kroon (Oostenrijk) verbonden. Italië had na het verjagen van de onder de Italianen zeer impopulaire Habsburgers een eigen Orde van de Italiaanse Kroon ingesteld waarop diezelfde in Monza bewaarde ijzeren kroon der Longobarden was afgebeeld.
Men kon uit diplomatieke fijngevoeligheid Italiaanse onderdanen niet onderscheiden met de Oostenrijks Orde van de IJzeren Kroon. Dat betekende dat sommige in het protocol hooggeplaatste Italianen bij gebrek aan alternatieven tot Grootkruis in de Leopoldsorde werden benoemd. Een rang die eigenlijk voor koninklijke prinsen, veldmaarschalken en ministers-presidenten was bestemd. Men kon deze mensen niet met de Orde van de IJzeren Kroon onderscheiden omdat deze mensen de benoeming misschien zou weigeren wat tot een diplomatiek incident en een affront voor de Oostenrijkse keizer zou leiden. Omdat het grootkruis van de Frans Jozef-orde niet hoog genoeg werd aangeslagen, deze rang werd volgens het gangbare protocol aan generaals en "gewone" ministers gegund, moest men in voorkomende gevallen alle Italiaanse excellenties wel tot Grootkruis in de Leopoldsorde benoemen. Deze bijzondere gunst wekte in binnen- en buitenland wrevel en onbegrip. Een Franse minister die las dat zijn Italiaanse ambtsgenoot met de exclusieve Leopoldsorde werd gedecoreerd voelde zich tekortgedaan wanneer hij "maar" een Frans Jozef-orde ontving.
Voor de hoogwaardigheidsbekleders van het Vaticaan, de Curie en de leden van de Romeinse zwarte adel bestond er geen probleem bij toekenning van de Orde van de IJzeren Kroon want zij leefden op gespannen voet met het Koninkrijk Italië.
In 1900 werd op initiatief van de Oostenrijks-Hongaarse minister van Buitenlandse Zaken Graaf Agenor Gulochowski een rang aan de Leopoldsorde toegevoegd. Deze Ie Klasse nam de moeilijkheden bij het decoreren van Italianen in de praktijk weg. Tegelijkertijd kreeg de Frans Jozef-Orde een officierskruis.
De laatste benoeming in de Leopoldsorde was op 11 november 1918. Enige uren voordat hij de regering neerlegde benoemde keizer Karel I zijn premier Ernst Graf von Silva-Tarouca tot Grootkruis "met diamanten". Hij was de vierde die in de 110 jaar die de Leopoldsorde bestond zijn versierselen met diamanten verleend kreeg. Na de val van de monarchie hebben noch de Oostenrijkse republiek noch de keizer en zijn familie de Leopoldsorde verleend.

## De Leopoldsorde met de Zwaarden

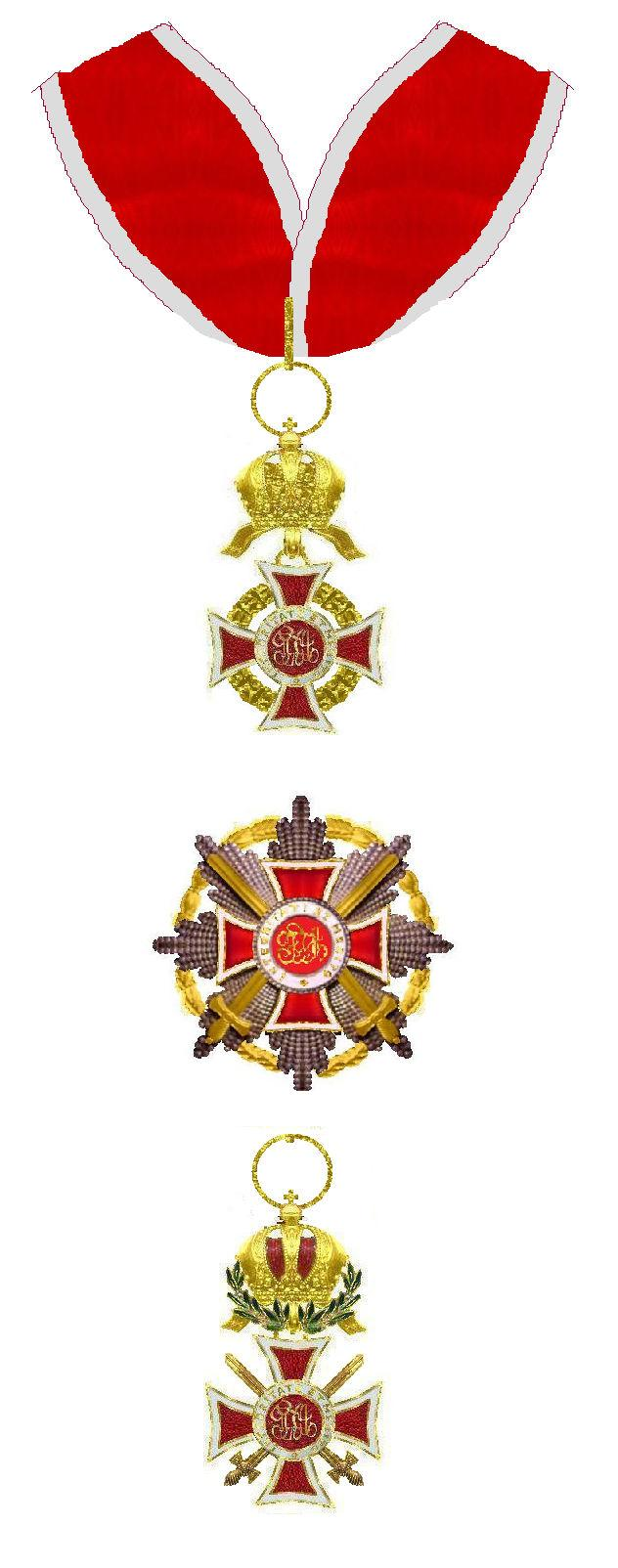
Commandeur in de Leopoldsorde met lagere oorlogsdecoratie, ster met oorlogsdecoratie en Zwaarden en Grootkruis met Oorlogsdecoratie en Zwaarden

Militairen die in oorlogstijd voor verdienste aan het front ("oog in oog met de vijand" schreef het statuut van de Orde) werden verleend kregen sinds 1852 een kruis met onder de kroon de gouden of groen vergulde lauwertakken van de Oorlogsdecoratie. Er was voor de Grootkruisen voorzien met een ster die op een grote groen geëmailleerde gouden, later gouden of verguld zilveren lauwerkrans was gelegd.
De in 1852 ingevoerde onderscheidingen met oorlogsdecoratie waren niet per se een onderscheiding voor dapperheid, de ridderkruisen van de Leopoldsorde werd in de praktijk alleen aan officieren in de hogere rangen zoals majoors en kolonels, soms aan een kapitein of ritmeester, toegekend. Wanneer deze officieren zich door dapperheid hadden onderscheiden kwamen zij in aanmerking voor de Militaire Orde van Maria Theresia maar de meeste reclames en voordrachten werden door het strenge kapittel van deze exclusieve orde afgewezen. Tot in de tweede helft van de Eerste Wereldoorlog kwamen officieren niet in aanmerking voor de Oostenrijkse Medaille voor Dapperheid.
Omdat wat toen de "Grote Oorlog" werd genoemd en waarin door Oostenrijk-Hongarije op twee of drie fronten werd gevochten in schaal en menselijke opoffering alle voorgaande oorlogen overtrof werd de behoefte aan een extra onderscheiding voor moed steeds meer gevoeld. De Oostenrijks-Hongaarse militairen moesten zich ook op onderscheidingen kunnen beroemen die vergelijkbaar waren met die van de Duitse bondgenoten die hun orden vaak in uitvoeringen "met zwaarden" of "met eikenloof" uitreikten.
Op 13 december 1916 kreeg de Leopoldsorde van keizer Karel I van Oostenrijk een uitvoering "met de Zwaarden". De kruisen van de al met een oorlogsdecoratie onderscheiden commandeurs, IIe Klasse en grootkruisen werden met gekruiste gouden zwaarden in de armen van het kruis voorzien. Ridders droegen de verguld zilveren gekruiste zwaarden vastgepind op het driehoekig lint. De zwaarden gaven aan dat men het kruis in de getoonde rang in oorlogstijd en wegens dapperheid "vor dem Feinde" had gewonnen.
Er bestaan geen ridderkruisen met gekruiste zwaarden en vanwege de systematiek van de Leopoldsorde kan er geen grootkruis of commandeurskruis met zwaarden maar zonder de hogere of lagere oorlogsdecoratie zijn uitgereikt. Sterren van de Grootkruisen en IIe Klasse kunnen gouden (verguld zilveren) of zilveren kruisen dragen maar ook dan alleen samen met een hogere of lagere Oorlogsdecoratie.
Omdat de orde pas zo laat in de Eerste Wereldoorlog voor het eerst met zwaarden werd toegekend heeft men zich in de bureau van de Obersthofmeister niet hoeven buigen over de onderscheiding die een tot commandeur benoemde "Ridder met Zwaarden en Oorlogsdecoratie" zou moeten dragen. In Duitsland werden de zwaarden dan "aan de ring" of tussen de kroon en het kruis aangebracht om te laten zien dat men de orde eerder "met de Zwaarden" had ontvangen. Dergelijke kruisen en kruisen met zwaarden en lagere oorlogsdecoratie zijn bij de Leopoldsorde niet bekend.
De Medaille voor Dapperheid kreeg op 26 september 1917 van keizer Karel I van Oostenrijk uiteindelijk ook een extra versiersel in de vorm van een vergulde "K" die door gedecoreerde officieren op het lint mocht worden aangebracht.
Het besluit van 13 december 1916 hield in dat de Leopoldsorde ook gekruiste gouden en zilveren zwaarden op de sterren van het Grootkruis en de IIe Klasse zou dragen. Daarmee kreeg Oostenrijk een equivalent van de in Duitsland zeer gewaardeerde ster met zwaarden van de Pruisische Kroonorde, Orde van de Rode Adelaar en van de Pruisische Hohenzollernorde. De zwaarden gaven aan dat men het kruis in de getoonde rang in oorlogstijd en wegens dapperheid "vor dem Feinde" had gewonnen.
Bij de ster werden de gekruiste gouden zwaarden, later werden vanwege de penibele economische toestand ook verguld zilveren zwaarden gebruikt, onder het kruis op de ster gelegd.
Wanneer men de zwaarden bij een lagere graad had gewonnen werden op een later toegekende ster zilveren zwaarden gelegd.
Grootkruisen die in oorlogstijd voor verdienste aan het front ("oog in oog met de vijand" schreef het statuut van de Orde) werden verleend kregen een ster met opgelegde gouden zwaarden die op een grote gouden lauwerkrans was gelegd.
In de Eerste Wereldoorlog was voor de grootkruisen van de Leopoldsorde een ster met gouden of verguld zilveren zwaarden en verguld zilveren oorlogsdecoratie op een gebriljanteerde zilveren ster bekend. De opgelegde kruisen waren in 1917 en 1918 vaak van verguld brons.
Toen Oostenrijk-Hongarije aan het eind van de Eerste Wereldoorlog het voorbeeld van andere landen volgde en batons, rechthoekige strookjes lint die als teken van het bezit van een onderscheiding op het uniform werden gedragen, invoerde werd toegestaan dat een ridder in de Leopoldsorde met de Zwaarden deze zwaarden ook op dat lint droeg. De commandeur mocht de zwaarden met een kroon en een oorlogsdecoratie op de baton spelden en de IIe Klasse en de Grootkruisen mochten een miniatuur van hun ster op het baton aanbrengen. De chaotische omstandigheden waarin Oostenrijk-Hongarije tegen die tijd verkeerde zorgden ervoor dat er vaak linten met de verkeerde ster of sterren die in strijd met de voorschriften op een paar gekruiste zwaarden waren gemonteerd werden gedragen. De militairen aan het front konden niet altijd over de juiste miniaturen beschikken.

## De kleine decoratie

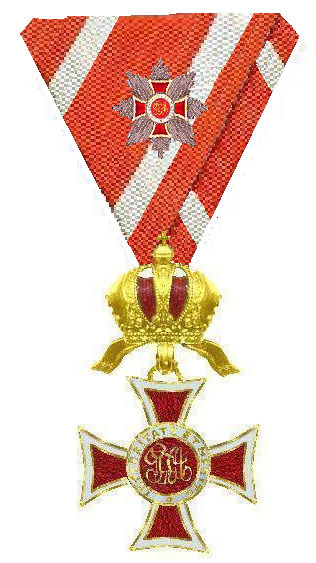
Kleine Decoratie aan het lint van de IIe Klasse

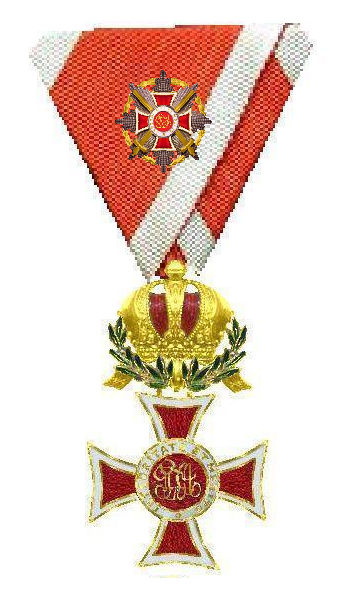
Kleine Decoratie van een Grootkruis in de Oostenrijkse Leopoldsorde

Op 23 maart 1908 werden de uniformen van de Oostenrijkse strijdkrachten nieuw vormgegeven. Frans Jozef I die zeer sterk met de tradities van zijn leger verbonden voelde was daarbij actief betrokken. In het besluit kreeg de Leopoldsorde voor het eerst een "kleinen Dekoration". De dragers van de Ie Klasse mochten een miniatuur van de ster van de orde in het vervolg op het driehoekige lint van de IVe Klasse dragen. Op 27 oktober 1917 kregen ook de commandeurs en de IIe Klasse verlof om een dergelijke kleine decoratie te dragen. In hun geval werd dat een kroon of miniatuur van het ster.
De Ie Klasse mocht in het vervolg een eenvoudige ster, een ster die op de ronde gouden oorlogsdecoratie was gelegd of een ster met de zwaarden die op de ronde gouden oorlogsdecoratie was gelegd op het lint dragen. Voor deze sterren werd een diameter van twee centimeter voorgeschreven.
Door een wijziging van de statuten werd de orde uitgebreid met zwaarden. De keizer gaf bevel dat de op de linkerzijde van de borst gedragen baton van de onderscheiding in het vervolg twee gekruiste zwaarden van verguld metaal mocht dragen. Het besluit gold niet met terugwerkende kracht en het werd de ridders verboden om om dergelijke zwaarden te verzoeken. In het vervolg zou een bevelhebber van een troepenonderdeel of een daarmee vergelijkbare ambtsdrager in het decreet of getuigschrift vermelden dat de drager de orde met zwaarden op het lint zou mogen dragen. In het vervolg zou bij voordrachten worden besloten of de benoeming mèt of zonder deze zwaarden zou plaatsvinden.
De IIe Klasse mocht in het vervolg een iets kleinere ster met daarop het kruis van de orde op het voor deze graad gereserveerde rode lint met de twee witte strepen dragen. Wanneer men de IIe Klasse "met oorlogsdecoratie" droeg werd onder de miniatuur van de ster een gouden eikenkrans gelegd.
De IIIe Klasse of commandeur droeg een gouden kroon als kleine decoratie en de IVe Klasse, het Kleine Kruis, kwam uiteraard niet voor een kleine decoratie in aanmerking.
De miniaturen werden door de juweliers zeer gedetailleerd uitgevoerd. Men gebruikte goud of verguld zilver en emaille.
De Oostenrijkse keizer bepaalde dat de kleine decoraties alleen op uniformen van de Oostenrijkse strijdkrachten mochten worden gedragen. Men droeg deze linten en kruisen bij mindere formele gelegenheden wanneer men "kleine dienst" vervulde of buiten dienst was.
In het Oostenrijks-Hongaarse leger werden de onderscheidingen tot ver in de 19e eeuw op bij de dagelijkse dienst gedragen. Aan het front van een moderne oorlog, op camouflagekleding en in de modder en de loopgraven van de Eerste Wereldoorlog was het dragen van gouden kruisen en zilveren sterren een anachronisme geworden. Het was ook uiterst onpraktisch en vanwege de aanwezigheid van scherpschutters was het dragen van schitterende metalen versierselen zelfs gevaarlijk. Bij een inspectie door de keizer of een aartshertog was het dragen van de modelversierselen desondanks tot in de Eerste Wereldoorlog voorgeschreven. Na 1917 werden sterren en kruisen aan het front alleen bij keizerlijke bezoeken en inspecties gedragen.